# Challenger de Casablanca 2015
El Morocco Tennis Tour – Casablanca 2015 fue un torneo de tenis profesional jugado en tierra batida. Fue la cuarta edición del torneo que fue parte de la ATP Challenger Tour 2015. Tuvo lugar en Casablanca, Marruecos entre el 12 y el 17 de enero de 2015.

## Jugadores participantes del cuadro de individuales

### Cabezas de serie
| País                            | Jugador                 | Rank1 | N.º |
| ------------------------------- | ----------------------- | ----- | --- |
| Bandera de España               | Albert Montañés         | 103   | 1   |
| Bandera de España               | Daniel Gimeno-Traver    | 108   | 2   |
| Bandera de Rumania              | Adrian Ungur            | 154   | 3   |
| Bandera de España               | Roberto Carballés Baena | 165   | 4   |
| Bandera de España               | Rubén Ramírez Hidalgo   | 223   | 5   |
| Bandera de Bosnia y Herzegovina | Mirza Bašić             | 268   | 6   |
| Bandera de Bélgica              | Julien Cagnina          | 275   | 7   |
| Bandera de Croacia              | Nikola Mektić           | 276   | 8   |

### Otros participantes
Los siguientes jugadores recibieron una invitación, por lo tanto ingresan directamente al cuadro principal (WC):
- Amine Ahouda
- Yassine Idmbarek
- Lamine Ouahab
- Younes Rachidi

Los siguientes jugadores ingresan al cuadro principal tras disputar el cuadro clasificatorio (Q):
- Laslo Djere
- Guillaume Rufin
- Franko Škugor
- Maxime Teixeira

## Campeones

### Individual Masculino
Challenger de Casablanca 2015 (individual masculino)
- Lamine Ouahab derrotó en la final a  Javier Martí, 6–0, 7–6(8–6) .

### Dobles Masculino
Challenger de Casablanca 2015 (dobles masculino)
- Laurynas Grigelis /  Adrian Ungur derrotaron en la final a  Flavio Cipolla /  Alessandro Motti, 3–6, 6–2, [10–5]